# Aeroporto de Esmirna-Adnan Menderes
Aeroporto de Esmirna-Adnan Menderes (IATA: ADB, ICAO: LTBJ) é um aeroporto internacional que serve Esmirna ea maior parte da província circundante na Turquia. É nomeado em homenagem ao ex-primeiro-ministro turco Adnan Menderes.
O aeroporto principal de Esmirna está localizado a 18 km ao sudoeste do centro da cidade, no distrito de Gaziemir no caminho para Selçuk, Éfeso e Pamukkale. O novo terminal internacional, que foi projetado pela Yakup Hazan Architecture, foi inaugurado em setembro de 2006, com a nova abertura do terminal doméstico por volta de março de 2014.
Em 2014, o ADB atendeu 10,9 milhões de passageiros, dos quais 8,3 milhões eram passageiros domésticos. O aeroporto está em 5º lugar em termos de tráfego total de passageiros (após Aeroporto de Istambul Atatürk, Aeroporto de Antália, Aeroporto Internacional Sabiha Gökçen e Aeroporto Internacional de Ancara Esenboğa) e 4º em termos de tráfego doméstico de passageiros no país.